# Synosis ugaldei
Synosis ugaldei är en stekelart som beskrevs av Ian D. Gauld och Sithole 2002. Synosis ugaldei ingår i släktet Synosis och familjen brokparasitsteklar. Inga underarter finns listade i Catalogue of Life.